# Jagielnik, West Pomeranian Voivodeship
Jagielnik [jaˈɡʲɛlɲik] là một khu định cư ở khu hành chính của Gmina Barwice, thuộc hạt Szczecinek, West Pomeranian Voivodeship, ở phía tây bắc Ba Lan. Nó nằm khoảng 11 kilômét (7 mi) phía bắc Barwice, 28 km (17 mi) về phía tây bắc của Szczecinek, và 124 km (77 mi) về phía đông của thủ đô khu vực Szczecin. Từ năm 1975 đến năm 1998, thị trấn thuộc về hành chính của Koszalin voivodeship.
Trước năm 1945, khu vực này là một phần của Đức. Đối với lịch sử của khu vực, xem Lịch sử của Pomerania.